# Chironomus tuvanicus
Chironomus tuvanicus är en tvåvingeart som beskrevs av Kiknadze, Siirin och Wulker 1993. Chironomus tuvanicus ingår i släktet Chironomus och familjen fjädermyggor. Inga underarter finns listade i Catalogue of Life.